# 마리후촌
마리후촌(麻里府村)은 야마구치현 구마게군에 설치되었던 촌이다. 현재의 다부세정에 해당한다.